# Corvus validus
El cuervo moluqueño (Corvus validus) es una especie de ave de la familia Corvidae. Este es un cuerpo de gran tamaño y de plumaje lustroso. Posee un pico largo y su iris es blanco.
Habita en la zona norte de las Molucas.  Está considerada una especie bajo preocupación menor.